# Никонцев, Анатолий Николаевич
Анато́лий Никола́евич Ни́концев (род. 25 июня 1990, Свердловск) — российский хоккеист, нападающий.

## Биография
Сын хоккейного вратаря Николая Никонцева (1957—2013).
Воспитанник екатеринбургского «Спартаковца». Играл за вторую команду челябинского «Трактора» и тюменский «Газовик». В 2009 году перешёл в екатеринбургский «Автомобилист», за который выступал до 2011 года. 11 июля 2011 года перешёл в московский «Спартак», в составе которого выступал как за основной состав, так и за молодёжную команду. В 2013 году перешёл в череповецкую «Северсталь»
После трёх сезонов проведённых в «Северстали», 5 мая 2016 года вернулся в «Спартак», подписав контракт на 2 года. С 2019 года являлся капитаном красно-белых. 30 апреля 2021 года в связи с истечением контракта покинул «Спартак».
1 мая 2021 года заключил контракт с магнитогорским «Металлургом» сроком на два года.
В сезоне 2023/24 выступал за «Амур».

### В сборной
Выступал за юниорскую и молодёжную сборные. Участник «Мемориала Ивана Глинки» (2007) и «Турнира четырёх» (2008). За основную сборную страны дебютировал 7 февраля 2019 года в вынесенном матче шведского этапа Еврохоккейтура против сборной Финляндии (3:2 Б).

## Достижения
- Обладатель приза «Лучшему новичку КХЛ» имени Алексея Черепанова (2010)[7].

## Статистика
|           |                       |             | Регулярный сезон | Регулярный сезон | Регулярный сезон | Регулярный сезон | Регулярный сезон | Плей-офф | Плей-офф | Плей-офф | Плей-офф | Плей-офф |
| Сезон     | Команда               | Лига        | Игр              | Г                | П                | Очк              | Штр              | Игр      | Г        | П        | Очк      | Штр      |
| --------- | --------------------- | ----------- | ---------------- | ---------------- | ---------------- | ---------------- | ---------------- | -------- | -------- | -------- | -------- | -------- |
| 2007—2008 | Трактор-2 (Челябинск) | Первая Лига | 33               | 9                | 11               | 20               | 14               | --       | --       | --       | --       | --       |
| 2008—2009 | Газовик (Тюмень)      | Высшая лига | 37               | 9                | 2                | 11               | 20               | --       | --       | --       | --       | --       |
| 2009—2010 | Автомобилист          | КХЛ         | 48               | 12               | 3                | 15               | 16               | 4        | 0        | 0        | 0        | 0        |
| 2010—2011 | Автомобилист          | КХЛ         | 35               | 7                | 10               | 17               | 14               | --       | --       | --       | --       | --       |
| 2011—2012 | Спартак               | КХЛ         | 54               | 8                | 8                | 16               | 30               | --       | --       | --       | --       | --       |
| 2011—2012 | МХК Спартак           | МХЛ         | 8                | 2                | 4                | 6                | 10               | 5        | 4        | 2        | 6        | 8        |
| 2012—2013 | Спартак               | КХЛ         | 50               | 10               | 5                | 15               | 20               | --       | --       | --       | --       | --       |
| 2013—2014 | Спартак               | КХЛ         | 3                | 0                | 0                | 0                | 4                | --       | --       | --       | --       | --       |
| 2013—2014 | Северсталь            | КХЛ         | 42               | 14               | 8                | 22               | 24               | --       | --       | --       | --       | --       |
| 2014—2015 | Северсталь            | КХЛ         | 51               | 10               | 4                | 14               | 18               | --       | --       | --       | --       | --       |
| 2015—2016 | Северсталь            | КХЛ         | 59               | 7                | 10               | 17               | 22               | --       | --       | --       | --       | --       |
| 2016—2017 | Спартак               | КХЛ         | 33               | 3                | 6                | 9                | 12               | --       | --       | --       | --       | --       |
| 2017—2018 | Спартак               | КХЛ         | 49               | 8                | 6                | 14               | 12               | 4        | 0        | 0        | 0        | 6        |
| 2018—2019 | Спартак               | КХЛ         | 52               | 17               | 6                | 23               | 18               | --       | --       | --       | --       | --       |
| 2019—2020 | Спартак               | КХЛ         | 57               | 9                | 16               | 25               | 20               |          |          |          |          |          |